# مارتین باتورینا
مارتین باتورینا (انگلیسی: Martin Baturina؛ زادهٔ ۱۶ فوریهٔ ۲۰۰۳) بازیکن فوتبال است.
وی همچنین در تیم‌های ملی فوتبال زیر ۱۶ و زیر ۲۱ سال کرواسی بازی کرده‌است.